# Al Christie

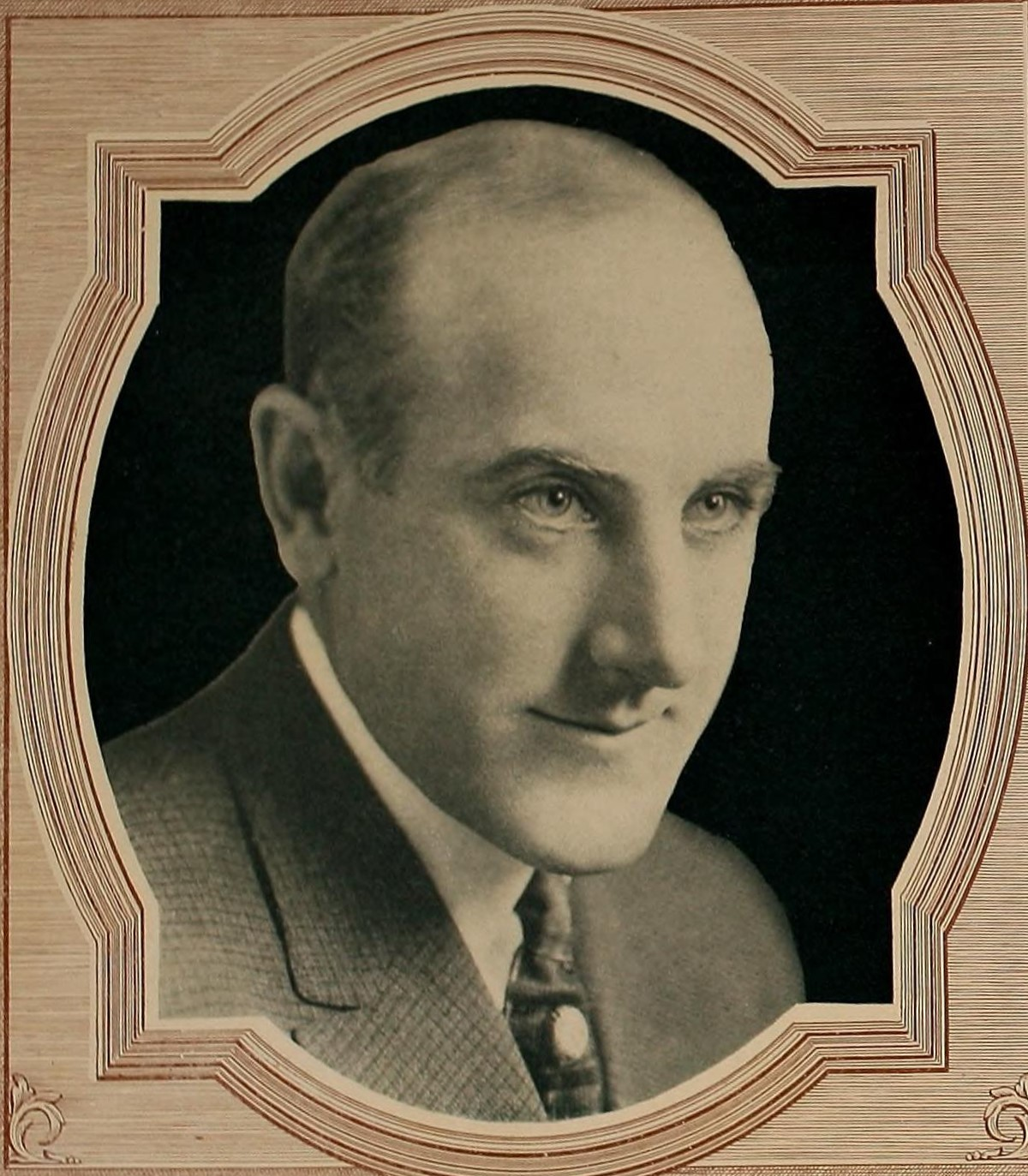
Al Christie (1920)

Alfred Ernest Christie (* 26. November 1881 in London, Ontario, Kanada; † 14. April 1951 in Hollywood, Kalifornien, USA) war ein kanadischer Regisseur, Filmproduzent und Drehbuchautor. Als Gründer der erfolgreichen „Christie Film Company“ war er in den 1920er Jahren ein Konkurrent Mack Sennetts und Hal Roachs und wirkte insgesamt an rund 420 Filmproduktionen mit.

## Leben
Al Christie wuchs als Halbwaise auf, da sein Vater, ein Polizeibeamter, an Erschöpfung starb, als Al gerade sechs Monate alt war.
Ab 1909 arbeitete Christie für David Horsleys Filmproduktionsgesellschaft „Centaur Film Company“ in Bayonne, New Jersey, die sich nach ihrem Umzug nach Hollywood ab 1911 „Nestor Motion Picture Company“ nannte und 1912 Teil der neugegründeten Universal Studios wurde. Als Leiter der jeweiligen Komödienabteilungen überwachte Christie zwischen 1911 und 1913 die Produktion von Mutt and Jeff-Einaktern (Realfilmadaptionen des Zeitungsstrips) und drehte ab 1912 selber zahlreiche Kurzfilme.
1916 gründete Al mit seinem Bruder Charles Christie seine eigene Filmproduktionsgesellschaft namens „Christie Film Company“, die auf Komödien-Zweiakter spezialisiert war. Charles kümmerte sich um das Organisatorische, während Al den kreativen Part innehatte. 1922 eröffneten die Brüder das erste Luxushotel in Hollywood, Hotel Christie.
Die Weltwirtschaftskrise führte 1933 zur Schließung der „Christie Film Company“ und Al Christie musste seinen gesamten Besitz verkaufen, um über die Runden zu kommen. In den folgenden Jahren konnte er sich wieder im Filmgeschäft etablieren und war bis zum Ende der Dekade als Regisseur, Produzent und Drehbuchautor an weiteren Filmen beteiligt.
Christie war zweimal verheiratet und hatte ein Kind. Er verstarb 1951 nach langer Krankheit im Alter von 69 Jahren.

## Die Christie-Komödien
Die Frühphase des Studios war durch eher zahme Situationskomödien mit ordentlich gekleideten Darstellern bestimmt, von denen Know Thy Wife (1918) und Rowdy Ann (1919) die heute bekanntesten sind. Ab etwa 1920 nahm dann der Slapstick breiteren Raum in den Christie-Komödien ein und das Studio trat in direkte Konkurrenz zu Sennett und Roach. Gleichzeitig wurde Educational als Vertriebspartner gewonnen, womit sich größerer kommerzieller Erfolg einstellte. Ab 1927 wurden die Filme von Paramount vertrieben.
Der heute bekannteste Star des Studios war der zuvor für Keystone tätige Bobby Vernon, weitere wichtige Namen waren der stets als Greis zurechtgemachte Jack Duffy, Matrosendarsteller Billy Dooley, Neal Burns und der an Charley Chase erinnernde Jimmie Adams. Typisch für die Christie-Komödien waren die mit expressiven Strichmännchen garnierten Zwischentitel, die vom späteren Komödienregisseur Norman Z. McLeod gezeichnet wurden.
Zu den selteneren Langfilmen des Studios gehörten der erfolgreiche Charleys Tante (1925) mit Charlie Chaplins Halbbruder Syd in der Hauptrolle sowie der verschollene Tillie's Punctured Romance (1928, kein Remake des gleichnamigen Films von 1914) mit Louise Fazenda, W.C. Fields, Chester Conklin, Mack Swain und Babe London. Der heute bekannteste Tonfilm des Studios ist der Kurzfilm Dangerous Females, der das Comeback von Marie Dressler einleitete.
Die meisten Christie-Kurzfilme sind heute verloren oder nur als Fragmente erhalten: In den 1950er Jahren wertete die Firma Hollywood Film Enterprises 108 davon für das Fernsehen aus, ersetzte die Zwischentitel durch gesprochene Kommentare und kürzte die Filme auf 8 Minuten zusammen, während die Originalnegative später vernichtet wurden. In entsprechender Form liefen einige der Komödien auch im deutschen Fernsehen, innerhalb der Reihen Väter der Klamotte und Männer ohne Nerven.

## Auszeichnungen
Ihm wurde ein Stern auf dem Hollywood Walk of Fame gewidmet.